# Denisa Rosolová
Denisa Rosolová (República Txeca, 21 d'agost de 1986), nascuda Denisa Ščerbová, és una atleta txeca ja retirada especialitzada en la prova de 4 x 400 m, en la qual va aconseguir ser medallista de bronze mundial en pista coberta en 2010.

## Carrera esportiva
Al Campionat Europeu d'Atletisme en Pista Coberta de 2007 va guanyar la medalla de bronze en el salt de longitud, amb un salt de 6.64 metres que va ser rècord nacional txec, després de la portuguesa Naide Gomes (or amb 6.89 metres) i la valenciana Concepció Montaner (plata amb 6.69 metres).
Tres anys després, en el Campionat Mundial d'Atletisme en Pista Coberta de 2010 va guanyar la medalla de bronze en els relleus de 4 x 400 metres, arribant a meta en un temps de 3.30.05 segons, després dels Estats Units i Rússia (plata).